# 와우패스
와우패스(WOWPASS)는 대한민국의 외국인 전용 선불카드이다. 2022년 7월 출시되었다. 결제, 환전, 교통카드 기능이 탑재된 종합카드이다.